# Griseargiolestes bucki
Griseargiolestes bucki är en trollsländeart som beskrevs av Günther Theischinger 1998. Griseargiolestes bucki ingår i släktet Griseargiolestes och familjen Megapodagrionidae. IUCN kategoriserar arten globalt som otillräckligt studerad. Inga underarter finns listade i Catalogue of Life.

## Bildgalleri

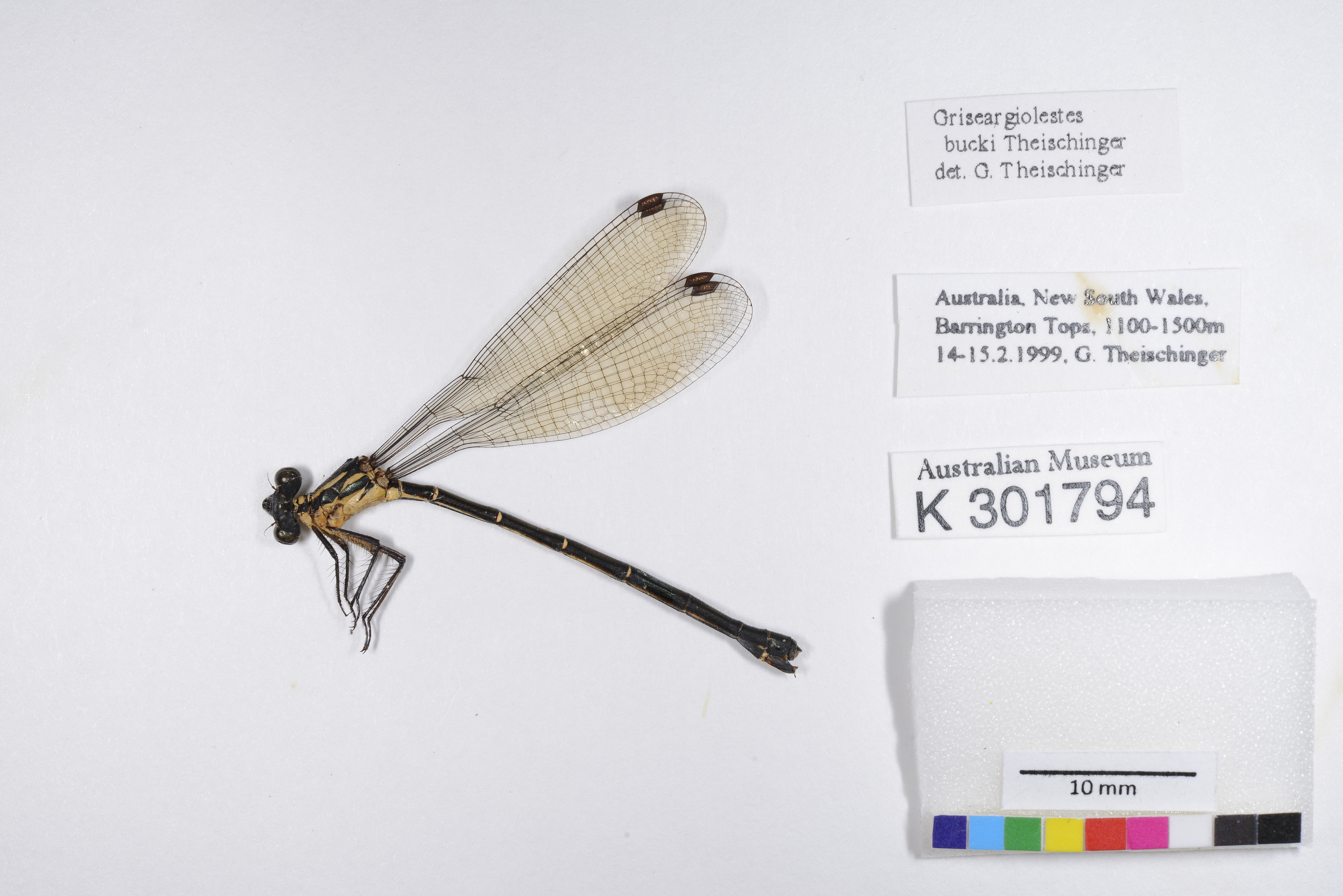